# 哥德防線
哥德防線（義大利語：Linea Gotica）是第二次世界大战欧洲战场的最後階段中，阿爾貝特·凱塞林陸軍元帥沿亞平寧山脈頂峰所設的最後一條主要防線，當時在義大利戰役中撤退的德軍正抗擊由哈羅德·亞歷山大將軍指揮在義大利的盟軍 。 
阿道夫·希特勒十分關心哥德防線的準備工作：他擔心盟國將在防線的外側翼實施兩棲登陸。他為了降低其在盟友和敵人中的重要性，考慮其歷史涵義，下令改名，原因是如果盟軍突破防線，將無法用響亮的名字來誇耀其勝利。凱塞林得令後在1944年6月將名字改為“綠線”。
在1944年的秋季橄欖枝行動（亦稱為裡米尼戰役）期間，哥特防線是橫跨亞得里亞海岸和中央的亞平寧戰線，但凱塞林的部隊始終能夠有秩序地撤退，並沒有決定性的突破實現。這並沒有發生，直到新的1945年的春季攻勢為止。在1945年4月29日，德國C集團軍司令海因里希·馮·菲廷霍夫將軍，簽署了投降文件，而在義大利的敵對行動在5月2日正式停止 。

## 背景
經過1944年春季在蒙特卡西諾和安齊奧的突破後，在義大利由11個國家組成的盟軍終於有了機會在一次鉗形攻勢中包圍德軍，和實現一些溫斯頓·丘吉爾經過長時間及付出高昂代價的戰略目標，也就是攻擊軸心國的“下腹部”。這將需要由馬克·克拉克陸軍中將指揮的美國第5軍團從奇斯泰爾納將在安齊奧的部隊向東挺進，並執行原先在安齊奧登陸的計劃（即側擊德國第10軍團，並切斷其從蒙特·卡西諾的退路）。但相反地，由於害怕英國第8軍團可能搶先進入羅馬，克拉克將他所轄大部分在安齊奧的部隊改變進軍方向，以確保他和第5軍團享有解放永恆之城的榮耀。 
因此凱塞林大多數的部隊得以向北撤退及實施戰鬥拖延行動，特別是在6月下旬的拉西米恩防線（從東海岸南部的安科納東海岸，在佩魯賈經過拉西米恩湖南岸至西海岸以南格羅塞托），在7月份時於阿諾防線（從西海岸沿阿諾河至亞平寧山脈北方的阿雷佐）。這讓他有時間來鞏固哥德防線，10英里（16 公里）縱深的防禦工事，從南部的拉斯佩齊亞（西海岸）至霍治亞河谷，通過亞平寧的自然防衛牆（接近從海岸橫貫至另一海岸，距離海岸50英里（80 公里）和擁有高達7,000英尺或2,100公尺的深高洪峰和山峰），直至在東面佩薩羅和拉韋納之間的亞得里亞海岸。設施包括許多可放置大炮的凹洞和壕溝、以及2,376個機槍隱匿處、479個反坦克炮、迫擊砲和突擊炮陣地、12萬米
公尺長的鐵絲網和許多英里長的反坦克壕溝，這最後一條堡壘防線證明了德軍決心繼續戰鬥。 
然而對盟國來說幸運的是在這戰爭後期，義大利遊擊隊可以十分有效地在山區破壞德軍的防禦工事。1944年9月德國的將軍們因遊擊隊活動，而不能夠在防線上自由地調動軍隊。指揮德國第14裝甲軍的弗里多林·馮·森格爾·翁德·埃特林中將，後來寫道，他已改乘坐大眾汽車“穿著沒有一般將軍級別的特徵：沒有鴨舌帽，沒有黃金或紅…”，他的一位同事忽視了這一警告，指揮德軍第20空軍野戰師的威廉·克里佐利准將返回軍指揮部開會時，被遊擊隊抓獲和殺害。
防禦工事的建設也因當地混凝土廠提供了品質差的水泥而受到影響，而被俘的義大利遊擊隊員被迫進入施工團伙補充嗜睡的勞工，被強迫勞動但很聰明地進行破壞。然而在盟軍攻擊前，凱塞林已宣布自己對防禦工事的準備工作表示滿意，特別是在亞得里亞海方向，他“…設想在左翼攻擊…具有一定的信心”。

### 盟軍的戰略
在盟軍眼中，義大利戰線的重要性相對於在法國的攻勢是次要的，特別是在1944年夏季盟軍從第5軍團調走7個師以參加在法國南部的登陸，即龍騎兵行動。由8月5日第5軍團和英國第8軍團的總兵力由24.9萬人下降至15.3萬人及他們只有18個師迎戰德國第10和第14兩個軍團共14個師外加4至7個預備役師的兵力。
然而溫斯頓·丘吉爾和英國參謀長均希望突破德軍防禦以打通向東北進軍之道路，通過“盧布爾雅那鴻溝”進入奧地利和匈牙利。雖然這將從後方威脅德國，但丘吉爾更關切是阻止俄國人進軍歐洲中部。美國陸軍參謀長則強烈反對這一戰略，因為將會分散盟軍在法國的兵力。然而隨著今年夏天盟軍在法國的勝利後，美軍參謀長讓步，並在9月12日的第二次魁北克會議上通過聯合參謀長會議達成一致協議。

### 同盟國的進攻計劃
亞歷山大原本的計劃是在中路進攻哥德防線，因為大多數的他的部隊已經集中在這裡。這是到達他的目標最短的路線，倫巴第大區的平原，希冀能夠快速突破。他發起了欺騙行動，讓德軍以為主要的打擊目標將在亞得里亞海戰線。

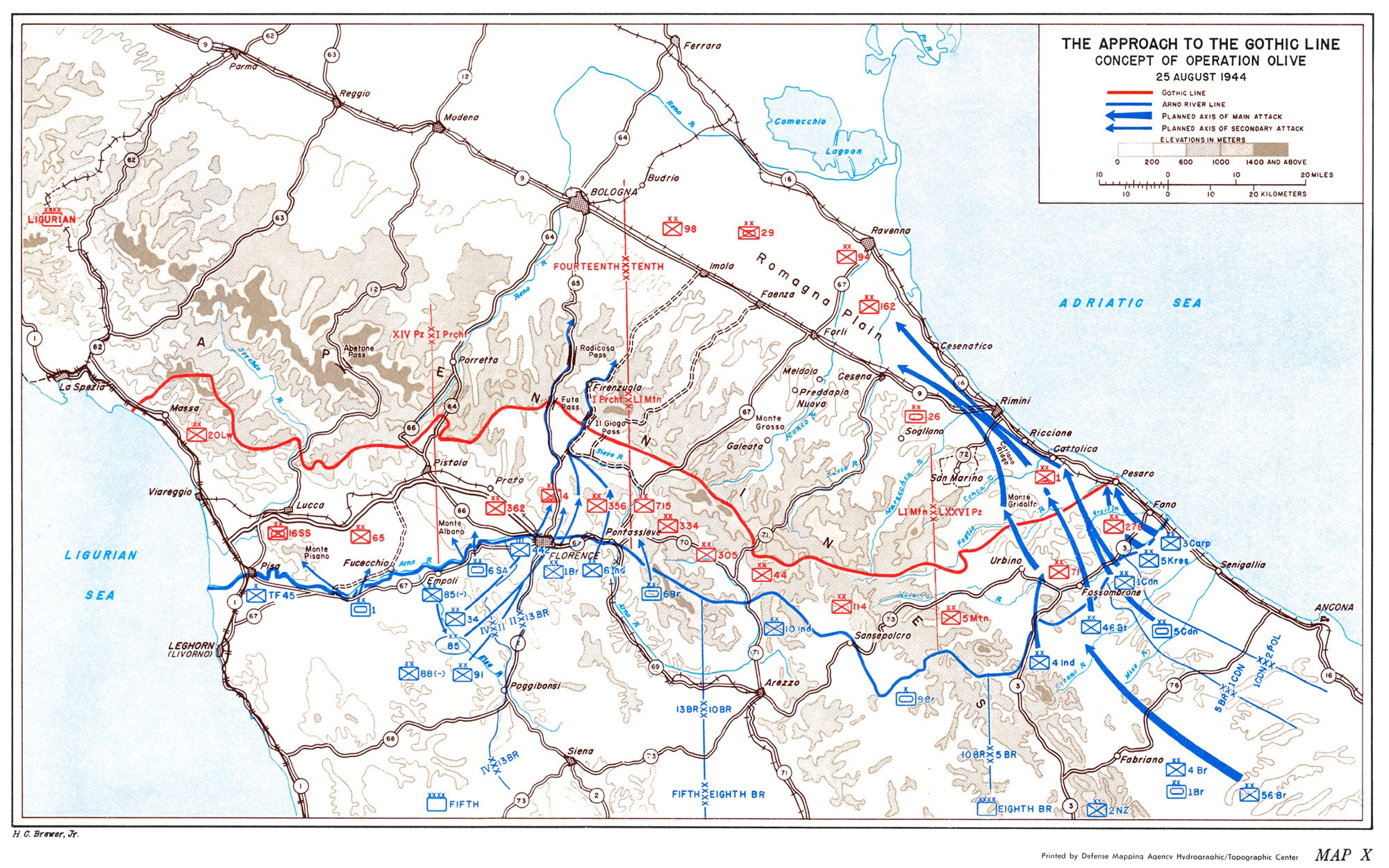
1944年8月的哥德防線及橄欖枝行動，深藍色箭頭代表盟軍的主要進攻

8月4日，亞歷山大會見了他的軍團指揮官馬克·克拉克和奧利弗·利斯，發現利斯不贊成該計劃。他認為，盟軍為支援龍騎兵行動而失去了專門的法國山地部隊，以及第8軍團的力量仰賴步兵、裝甲車和大砲的協同戰術，這在亞平寧山脈中央的高山上並不合用。也有人認為，利斯在美國第5軍團於5月底和6月初搶先進入羅馬後，不喜歡與克拉克聯合工作，並希望只依賴第8軍團贏得該戰役，他建議突襲亞得里亞海沿岸。雖然亞歷山大的總參謀長，約翰·哈丁爵士將軍不同意利斯的看法，而且第8軍團的參謀人員已經拒絕了在亞得里亞海治岸的進攻，因為這是難以實現必要的兵力集中，亞歷山大不準備通過利斯的計劃，這是對他的傾向和判斷的懷疑。
橄欖枝行動是新攻勢的代號，利斯的第8軍團將沿亞得里亞海岸向佩薩羅和里米尼進攻和吸引德軍在該國中央的預備隊。克拉克將軍的美國第5軍團攻擊在佛羅倫薩以北，沿亞平寧山脈防線進攻博洛尼亞與在右翼的英國第13軍將向海岸進攻，與第8軍團形成一個鉗形攻勢。這意味著，作為準備工作，第8軍團的大部分兵力不得不從義大利中央轉移到亞得里亞海岸，這將需要兩個星期的寶貴時間，而盟軍新的情報欺騙計劃令凱塞林相信，主要的攻擊將在中路展開。

## 亞得里亞海戰線（英國第8軍團）1944年8月25日至9月30日
英國第8軍團在8月25日渡過美熹德河和向哥德防線外圍發起了攻擊。波蘭第2軍主要集中在沿海一帶，加拿大第1軍是在波蘭人左翼的海岸平原。英國第5軍是在加拿大人左面的山上。隨著海岸平原接近佩薩羅非常狹窄，盟軍計劃由於波蘭軍隊因傷亡慘重而被削弱和缺乏替補，將調入軍團預備隊和海岸平原戰線將由加拿大軍隊負責。德國人因突襲而感到驚訝。他們正在將其前衛單位調回哥德防線，並推斷盟軍是否展開了大規模攻勢，還是第8軍團的推進只是佔領無人地區而盟軍的地面主要攻擊將來自美國第5軍團戰線對博洛尼亞的進攻。直到8月28日當他們看到一名被俘士兵身上有關利斯在攻勢前給他部隊的議事日程副本，他們才意識到，一場重大的攻勢正在進行，和3個師被命令從博洛尼亞到亞得里亞海方向增援，但仍然需要至少兩天才能到步。 
到8月30日加拿大和英國軍隊已經達到達了在霍治亞河沿山脊的那一邊第2個主要防禦陣地的。利用德軍缺乏兵力的劣勢，加拿大軍猛烈進攻，至9月3日進一步的從接近里喬内的海岸前進了15英里（24 公里）到達第3個主要防禦陣地。盟軍已接近突破至里米尼和羅馬涅大平原。然而，德國第10軍團轄下的第76裝甲軍的左翼已有秩序的撤回至阿諾河後面。激烈的抵抗來自由理查德·海德里希指揮的的德軍第1傘兵師，他們得到由在加拿大人左面科里亞諾山脊上猛烈的炮火支援，令盟軍被迫停止進攻。 
與此同時，英國第5軍的推進情況因山區地形與路面狀況較差而更加困難。9月3日至9月4日，加拿大軍再次沿海岸平原進攻，第5軍發動裝甲進攻將守軍逐出科里亞諾嶺防線並到到梅拉諾河。打開了進入平原的大門，可以利用英軍第1裝甲師的坦克迅速前進，以達致這一目的。然而，經過兩天的可怕的戰鬥及雙方損失慘重後，盟軍被迫停止攻擊及並重新評估其戰略。利斯將軍決定在向西進攻對科里亞諾嶺陣地進行包抄的駕駛向西朝克羅齊和杰馬諾到達梅拉諾河谷，這是位於科里亞諾和里喬內與大海之間。

### 杰馬諾及克羅齊戰役
杰馬諾戰役已經被一些歷史學家稱為“亞得里亞海的蒙特卡西諾 ”。經過在9月4日至9月13日之間的11次攻擊，首先是英軍第56師和及後的英軍第46師：最後是印度第4師於猛烈炮火支援下在第12次進攻時於9月15日凌晨3時攻佔德軍的防禦陣地。與此同時，在北面，阿諾河谷的另一邊，同樣血腥的戰鬥亦在克羅齊發生。德軍第98師頑強抵抗，經過5天激烈的戰鬥，第56師終於攻佔了克羅齊。 

### 奪取科里亞諾及進攻里米尼及聖馬力諾
由於在杰馬諾進展緩慢，利斯將軍決定重新進攻科里亞諾。由700門大砲及轟炸機做成的大規模炮擊後，加拿大第5裝甲師及英軍第1裝甲師在9月12日晚展開進攻，科里亞諾最終在9月14日被攻佔。
之後再以同樣方法進攻里米尼。凱塞林的部隊已遭到慘重的損失，和3個師的往亞得里亞海方向增援的命令至少1天後才能實施。在義大利的戰事已經不是第一次受惡劣天氣影響，暴雨把河流變成山洪和令空中支援行動被迫停止。地面上的行動變成爬行，德國守軍因此有機會重組和加強其在梅拉諾河的防線，以及通往倫巴第平原的突出部被封閉。第8軍團再次被有組織的防線所阻。這一直到9月21日里米尼被第8軍團攻佔為止。
在攻佔克羅齊和蒙特斯庫多後，第8軍團的左翼進至梅拉諾河和聖馬力諾前沿。德國人己佔領中立的聖馬力諾1個多星期了以利用該地作為制高點。9月19日該市被孤立的和落入盟軍手中，盟軍只付出很少的代價。在聖馬力諾外3英里(5 公里)，英國第8軍團越過蒙特斯庫多河流域後繼續前進和在里米尼到達海岸。 
在右邊的加拿大軍於9月20日突破德軍在馬雷基亞河的防線及突入倫巴第大平原。然而，凱塞林一流的防守為他贏得了時間直到秋天雨季開始。第8軍團的進展變得十分緩慢及由暴雨所造成的泥石流使之難以保持道路和軌道暢通，是建後勤供應的一個惡夢。雖然他們一不在山丘上，但第8軍團發現自己需面對平原被水淹沒，因為在之前的秋天，一系列的河流橫貫在其推進線上。再次，惡劣的天氣阻止第8軍團的裝甲部隊進行突破，以及英國第5軍及加拿大第1軍的步兵（加入了紐西蘭第2師）必須艱苦地步行前進而馮·菲廷霍夫己將其部隊撤退回在里米尼以北幾英哩烏蘇河對岸。烏蘇河的防線在9月26日失守，和第8軍團在9月29日到達另1條河流，菲烏米奇諾河。為期4天的大雨迫使第8軍團停止前進，在這時第5軍被撤出戰鬥及需要重大的改組。
自從橄欖枝行動開始以來，第8軍團在與德軍作戰中遭受1.4萬人傷亡和損失250輛坦克和另外230人死於其他原因。結果一些英軍營不得不從4個連減至3個連和第1裝甲師不得不解散。停止前進的第8軍團在9月底改組，利斯被調任指揮盟軍在東南亞的陸軍和而由原本指揮英國第10軍的理查德·麥克里裡陸軍中將繼任指揮權。

## 中央戰線（美國第5軍團）

### 美國第5軍團編制
克拉克將軍的第五軍團由3個軍組成： 在左邊的美國第4軍由美軍第1裝甲師、南非第6裝甲師和兩個相當於每個5千人的別動隊組成：其中一個是在美軍第92步兵師（布法羅）和另一個是巴西第6別動隊，他們是巴西遠征軍的第一批抵達的部隊；在中路的是美國第2軍（美軍第34、第85、第88和第91步兵師及獲得3個坦克營的支援）；及在右邊的英國第13軍（英軍第1步兵師、第6裝甲師、第8印度步兵師和第1加拿大坦克旅）。同英國第8軍團一樣，第5軍團在進攻時面對惡劣地形時被認為是有強大的裝甲部隊但缺乏步兵。

### 德軍在中亞平寧山脈的編制
在前線面對克拉克的部隊是由約阿希姆·萊梅爾森將軍指揮的德國第14軍團（德軍第20空軍野戰師、武裝親衛隊第16全國領袖裝甲擲彈兵師、第65和第362步兵師及第4傘兵師）和在西面由海因里希·馮·菲廷霍夫指揮德國第10軍團的兩個師（第356和第715步兵師)。到了9月第1週第20空軍野戰師及第356步兵師已被轉移到亞得里亞海戰線，同時被調往增援的（由軍團預備隊）是第29裝甲擲彈兵師和裝甲預備隊的第26裝甲師。第14軍團的戰鬥素質與第10軍團不能相比：它從安齊奧撤退時已被嚴重削弱和它的一些替代部隊是匆忙到來和培訓不足。

### 盟軍的計劃
克拉克的計劃是由美國第2軍沿由佛羅倫薩到菲倫佐拉和伊莫拉的公路進攻，通過基歐沟2號包抄在富塔公路（佛羅倫薩至博洛尼亞的主要公路），而在右邊的英國第13軍將在法恩扎通過哥德防線以切斷九號公路（凱塞林的橫向通道）。將第365步兵師調往亞得里亞海戰線削弱了基歐沟2號的防禦，這處是防線的弱點，因為是第10和第14軍團的分界線。

### 戰況
在8月份的最後1個星期，美國第2軍及英國第13軍開始進入山區採取行動以準備對哥德防線的主要進攻。在外圍遭遇激烈的抵抗，但在9月的第1週結束時，德軍在撤出3個師以增援受壓的亞得里亞海戰線後再次進行重組，德軍撤入哥德防線的主要防禦區。經過砲擊，美國第5軍團在9月12日黃昏展開主要突擊。

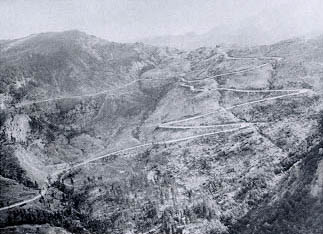
在哥德防線上的基歐沟2號公路頂部，相中正面向北方

在基歐沟2號的進展十分緩慢，但美國第2軍團右翼的英國第13軍卻獲得更好的進展。克拉克抓住這個機會，利用第2軍的預備隊（第337步兵團）來擴展英國第13軍的勝利。進攻在9月17日展開，得到美軍和英軍的炮兵支援，步兵且戰且進入貝托魯奇山區，這裡距離基歐沟2號公路東面2至3英里（3-5 公里）及是哥德防線的關鍵地區。與此同時，美國第2軍再次攻擊高度山，佔據了基歐沟2號的東側。高度山的據點經5天戰鬥後在9月17日早上落入盟軍手中。攻佔高度山及貝托魯奇山加上它們之間的尋常疣山令擁有強大防線的富塔公路被包抄，萊梅爾森被迫後撤，該公路在9月22日經過輕微戰鬥後被棄守。
在左邊，第5軍團的第4軍已經向哥德防線發起進攻：巴西第6別動隊在9月18日已攻佔馬薩羅薩，他們亦佔領了奧斯瓦爾多和通往北方道路上的數個小城鎮。在為期10天的戰鬥中，該單位沒有付出很大代價就己征服普拉納山和控制了賽丘河谷地區。
在第5軍團的右翼最遠處，英國第13軍的右邊，印度第8步兵師且戰且走過無人地帶後攻佔了費米納山的制高點，而英軍第6裝甲師在9月18日已佔領了67號公路上通往弗利的聖吉米尼亞諾公路。 
在這一階段克拉克決定，由於在亞得里亞海方面進展緩慢，沿9號公路向最遠處的博洛尼亞進攻以包圍德國第10軍團。他因此決定讓第2軍的主力進一步向伊莫拉前進而第13軍將繼續向右邊的法恩扎進擊。雖然他們通過哥德防線，第5軍團與之前第8軍團的情況相似，發現地形惡劣以後及面對守軍的頑抗。從9月21日至10月3日，美軍第88師在向伊莫拉推進的戰鬥中供付出2,105人陣亡和大致相同的受傷人數之代價，而整個第2軍的其餘部隊則實際上突破了哥德防線。
向伊莫拉推進的戰鬥已吸引了從博洛尼亞防守的德軍，克拉克決定將其主要轉移回到博洛尼亞軸線上。美國第2軍穩步地經帕海里亞公路推進及在10月2日已到達博洛尼亞大約20英里（30 公里）外的蒙吉多羅。然而，因為它在亞得里亞海海岸，天氣已經轉壞，雨水和低雲妨礙空中支援，而往返佛羅倫薩供應基地的道路變成了泥沼。
在10月5日，美國第2軍再次沿14英里（22 公里）長橫跨65號公路至博洛尼亞的戰線上再次恢復進攻。他們得到其右翼的英國第13軍包括英軍第78步師支援，該師完成在埃及的重組後新近返回義大利的。盟軍在德軍的激烈抵抗下逐步取得進展，當時德國第14軍團正將部隊從面對美國第4軍的寧靜地區調來增援。到10月9日，他們的大規模攻擊在Livergnano背後450公尺高似乎不可逾越的懸崖。然而，天氣在10月10日早上轉晴令盟軍可獲得炮火和空中支援。然而，該市仍能堅守直至盟軍在10月15日結束之前攻佔懸崖為止。在美國第2軍右翼的英國第13軍在崎嶇的地形上面對同等決定性的戰鬥。

## 同盟國浪費時間

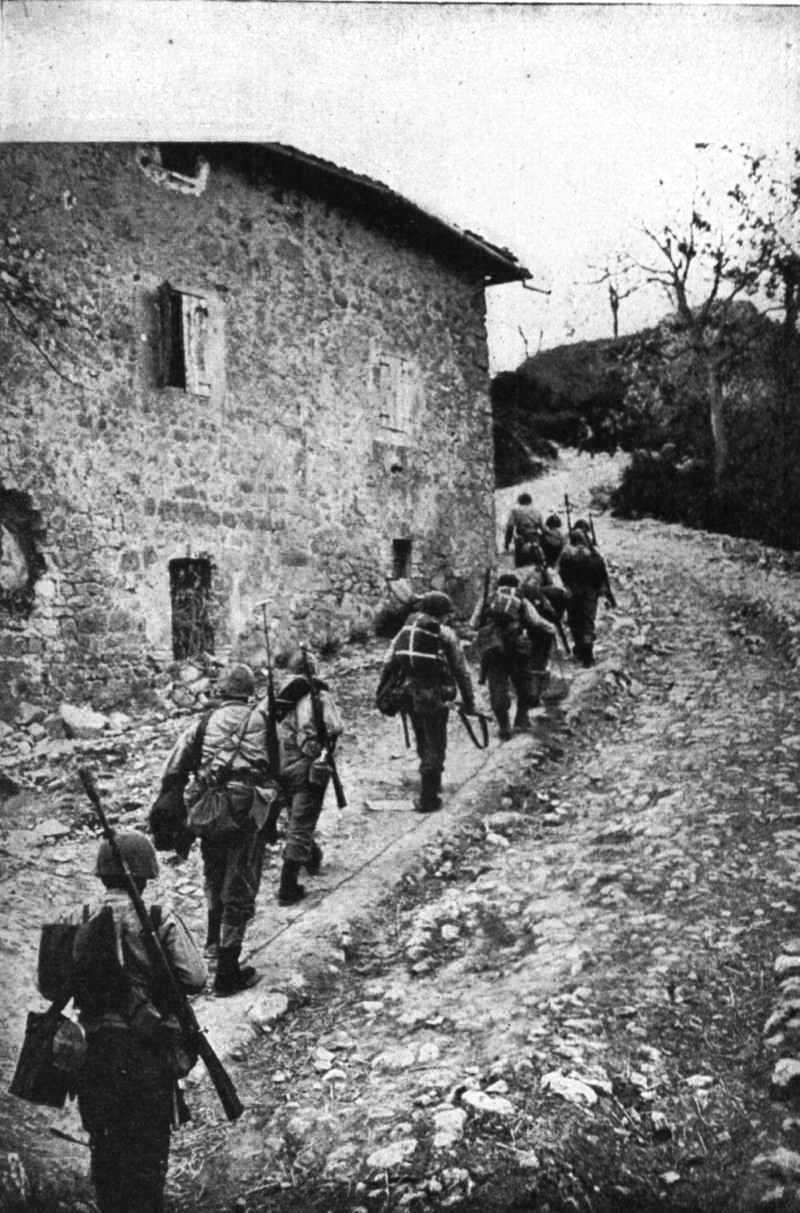
1945年，巴西的步兵部队向博洛尼亞薩索莫拉雷村挺進

在10月的下半年，情況對亞歷山大將軍來說十分清楚，由於羅馬涅平原的澇災和中亞平寧山脈的溪流，加上在秋季的順利進展、耗盡力量和在戰鬥中越來越多的傷亡均影響到他部隊的能力，在春季天氣來臨前將沒有任何突破出現。 
在亞得里亞海戰線第8軍團在其左翼沿9號公路通過亞平寧山麓向弗利前進的攻勢恢復。在10月5日從英國第10軍轉隸英國第5軍的第10印度步兵師，渡過在山區中的菲烏米奇諾河（古羅馬時期稱為盧比孔河）迫使德國第10軍團在下游的防線後撤向博洛尼亞。奇怪的是，從某種意義上說，這有助於凱塞林，因為這縮短了戰線及兩個德國軍團之間的距離，令他可有更大的靈活性在兩條戰線之間調動單位。為繼續在9號公路的進攻，10月21日，英國第5軍越過薩維奧河，這條河沿東北方向經切塞納流入亞得里亞海和10月25日接近薩維奧以外大約10英里（16 公里）的龍科河，在背後的德軍已經撤回。到這個月底攻勢已到達在里米尼及博洛尼亞之間的弗利。
切斷德國軍團間的聯繫仍然是一個關鍵目標。事實上，後來凱塞林說，如果在10月中旬在博洛尼亞以南的戰線未能堅守，那麼所有在博洛尼亞以東的德軍陣地“ ..將自動地消失了”。亞歷山大和克拉克因此決定在冬季侵襲戰線前向博洛尼亞作最後推進。 
在10月16日，美國第5軍團集中全力奪取博洛尼亞。在義大利的同盟國軍隊當時缺少彈藥，因為預計德國將最終戰敗同盟國因而在全球範圍內減少彈藥的生產。第5軍團砲兵連的補給情況十分糟糕，在10月的最後一周的發射量相比在10月2日8個小時期的數字還少。儘管如此，美國第2軍和英國第13軍在之後的11天內仍然進攻。在中路沿通往博洛尼亞的主要公路沒有取得什麼進展。在右翼的進展比較好些，在10月20日美軍第88部攻佔距離9號公路只有4英里（6.5 公里）的格蘭德山，3天後英軍第78師奪取Spaduro山。然而，剩下的4英里路程地區之地形複雜和由於縮短戰線凱塞林能從羅馬涅撤回3個在義大利最好的德軍師：第29裝甲擲彈兵師、第90裝甲擲彈兵師和第1傘兵師前來增援。到10月28日盟軍的進攻已經逐漸衰竭，與美國第5軍團在山區間渡過一個冬天以等待在山腳下出現更好的天氣和條件。
在弗利控制了9號公路的英國第8軍團，派出一支附屬部隊繼續向亞得里亞海岸前進，於12月5日奪取拉韋納。在11月初沿9號公路的推進恢復，在弗利城外的蒙托内河於11月9日被渡過。然而，沿9號公路再向北大約3英里(5 公里)之Cosina河的推進卻十分困難，直至11月23日才被渡過。12月17日，拉莫內河被攻擊和盟軍掃蕩了法恩扎。德國第10軍團沿塞尼奧河升高了的河岸（比周圍平原高出20英尺或以上）建立了防線，在這裡第8軍團的進攻從法恩扎越過防線並向亞得里亞海北部的拉文納前進。隨著冬季及冰雪的來臨渡過塞尼奧河的任何企圖是不可能的，第8軍團在1944年的行動因而結束。
12月下旬，在該年的最後一場戰鬥中，德國在義大利蒙特羅薩師的支援下，在盧卡前面的賽爾基奧河·谷攻擊美國第5軍團的左翼以牽制可能被調往中央戰線的單位。第8印度步兵師迅速地橫過亞平寧，以增援美軍第92步兵師。當他們已經抵達時，德軍和義大利軍已突破攻佔了巴爾加但達德利·羅素少將決定性的行動令攻擊停止和局勢穩定下來，而巴爾加在新年後後被收復。值得注意的是由曼裡科·杜切斯基指揮的第11區遊擊隊也參與了這一行動。

## 附錄
1. ↑   The lost evidence- Monte Cassino- history channel
2. ↑  Orgill, p28
3. ↑  Orgill, p36
4. ↑  Orgill, p29
5. ↑  Orgill, p20
6. ↑  Orgill, pp114-115
7. ↑  Blaxland, p163
8. ↑  Orgill, p33
9. ↑  Orgill, pp46-47
10. ↑  Orgill, p65
11. ↑  Hingston, p. 129.
12. ↑  Orgill, p124
13. ↑  Orgill, pp140-141
14. ↑  Orgill, p161
15. ↑  Hoyt (2007), p. 204
16. ↑  Carver, p243
17. ↑  Orgill, p164
18. ↑  Orgill, pp164-166
19. ↑  Orgill, p165
20. ↑  Orgill, p178
21. ↑  Brooks, pp. 221 & 223.
22. ↑  Orgill, p187
23. ↑  Orgill, pp187-188
24. ↑  Orgill, p200
25. ↑  Orgill, p210
26. ↑  Orgill, p213
27. ↑  Blaxland, p227-236
28. ↑  Carver, pp266-267
29. ↑  .   [2009-08-16]. （原始内容存档于2012-11-04）.

## 外部連結
- La Città Invisibile （页面存档备份，存于） （義大利語）  Collection of signs, stories and memories during the Gothic Line age.
- Gemmano 1944 Part 1 : The Gothic Line and the Operation Olive （页面存档备份，存于）
- Gothic Line And Po Valley Campaign Go For Broke National Education Center
- The Gothic Line: Canada's Month of Hell （页面存档备份，存于） Canada at War
- Gotica Toscana （页面存档备份，存于） Italian military history no profit association （英語和義大利語）

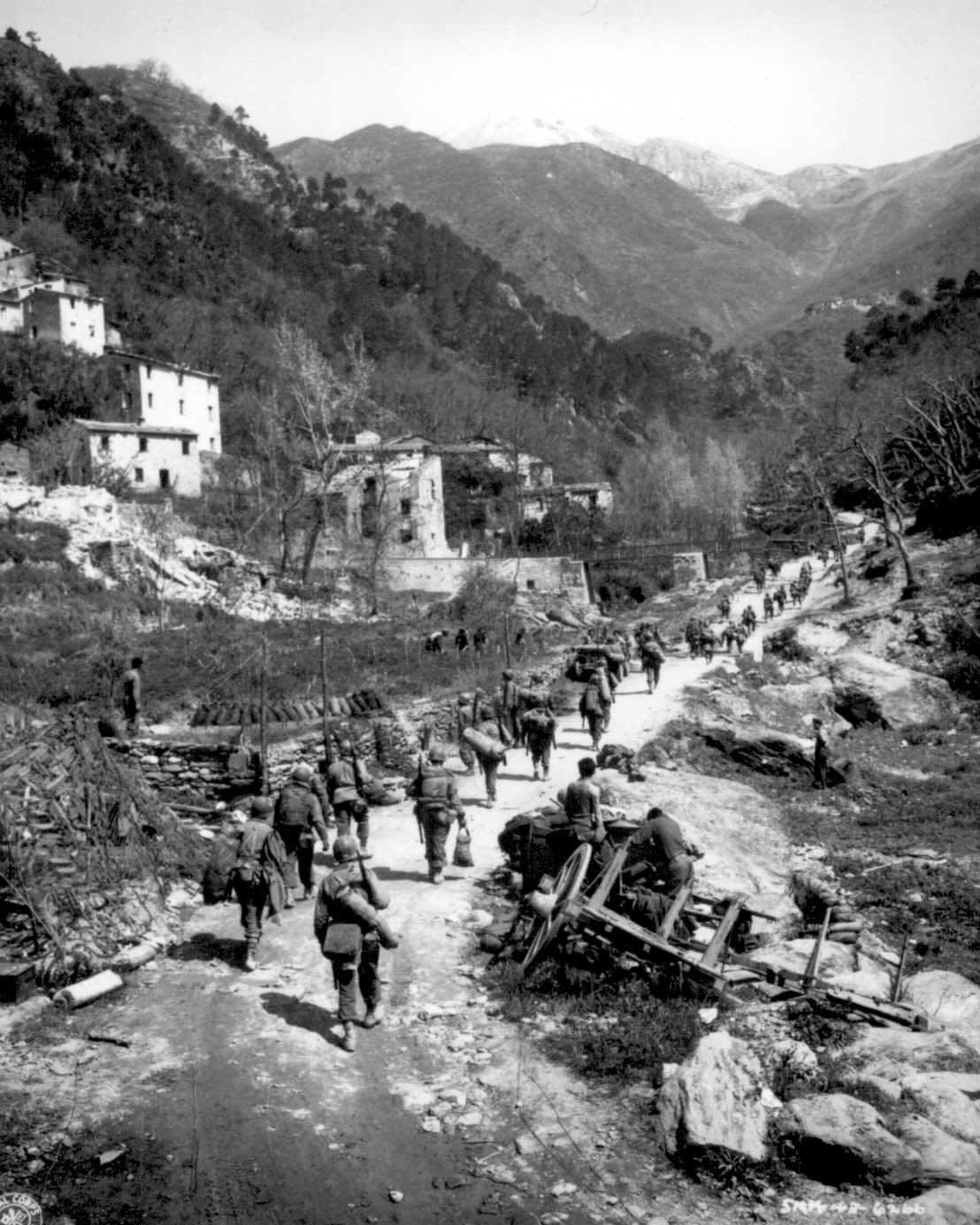
1945年4月，美国第370步兵團士兵正步行通過普拉托以北的山區

- Men at war on Gothic line （義大利語和英語） Associazione Linea Gotica
- Montemaggi, Amedeo. . Centro Internazionale Documentazione "Linea Gotica" website. 2002  [2008-11-20]. （原始内容存档于2008-10-08）. 外部链接存在于|work= (帮助)
- North Apennines Campaign, 1944-1945 （页面存档备份，存于） in U.S. Army Center of Military History Website.
- Photographs of the Gothic Line Associazione Nazionale Partigiani d'Italia （義大利語）
- Portal FEB （页面存档备份，存于） （葡萄牙語） Website with Bibliography, videos, testimonials from veterans about the Italian Campaign.
- （页面存档备份，存于） Time Line of Mediterranean WWII theatre （義大利語）